# Dipartimento di San José
Il dipartimento di San José è uno dei 19 dipartimenti dell'Uruguay situato nella zona meridionale del paese, il capoluogo è la città di San José de Mayo.

## Geografia fisica

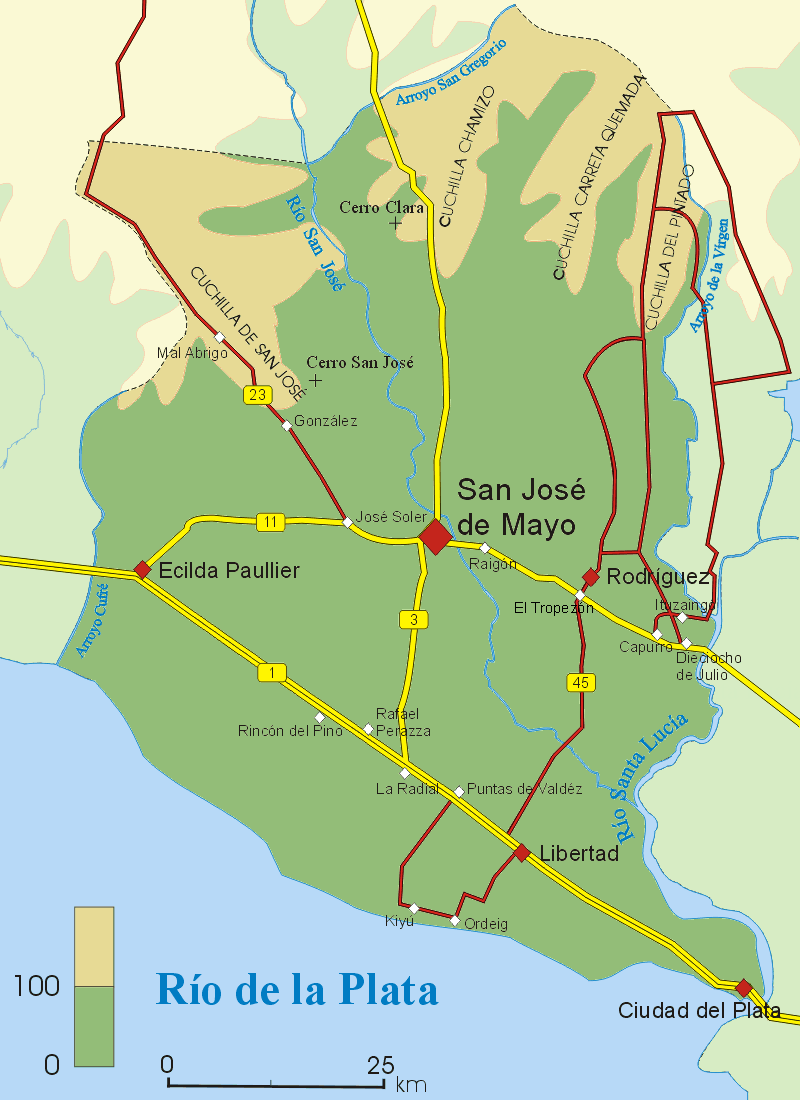
Mappa del dipartimento

Confina a nord con il dipartimento di Flores, a est con quelli di Florida, Canelones e Montevideo, a ovest con i dipartimenti di Colonia e di Soriano e a sud si affaccia sul Río de la Plata. La parte più orientale del dipartimento viene spesso compresa nell'area metripolitana di Montevideo in quanto vi risiedono molte persone che gravitano sulla capitale.
Il territorio del dipartimento fa parte del litorale meridionale dell'Uruguay, dispone di spiagge ventilate e di un clima continentale con precipitazioni scarse.

### Centri principali
| Città                                        | Popolazione |
| -------------------------------------------- | ----------- |
| Ciudad del Plata (parte del Gran Montevideo) | 26.582      |
| Ecilda Paullier                              | 2.351       |
| Libertad                                     | 9.196       |
| Puntas de Valdez                             | 1.267       |
| Rafael Perazza                               | 1.235       |
| Rodríguez                                    | 2.561       |
| San José de Mayo                             | 36.339      |

### Altri centri
- Rapetti
- Scavino